# Regering-Zapatero II
De regering-Zapatero II bestaat uit ministers die door premier José Luis Rodríguez Zapatero in zijn ministerraad benoemd zijn nadat zijn socialistische arbeiderspartij PSOE de parlementsverkiezingen van 2008 had, en zitting hadden tijdens legislatuur IX, die op 1 april 2008 begonnen is. Zapatero heeft zijn kabinet twee keer ingrijpend veranderd: in 2010 en 2011.

## Regering–Zapatero II (2008–2011)
| Ambtsbekleder                  | Ambtsbekleder                     | Ambtsbekleder                            | Functie                                           | Ambtstermijn     | Ambtstermijn     | Partij     |
| ------------------------------ | --------------------------------- | ---------------------------------------- | ------------------------------------------------- | ---------------- | ---------------- | ---------- |
|                                | José Luis Rodríguez Zapatero      | José Luis Rodríguez Zapatero (1960)      | Premier                                           | 17 april 2004    | 21 december 2011 | PSOE       |
|                                | María Teresa Fernández de la Vega | María Teresa Fernández de la Vega (1949) | Eerste- vicepremier                               | 17 april 2004    | 20 oktober 2010  | O          |
|                                | Alfredo Pérez Rubalcaba           | Alfredo Pérez Rubalcaba (1951–2019)      | Eerste- vicepremier                               | 20 oktober 2010  | 11 juli 2011     | PSOE       |
|                                | Elena Salgado                     | Elena Salgado (1949)                     | Eerste- vicepremier                               | 11 juli 2011     | 21 december 2011 | PSOE       |
|                                | Pedro Solbes                      | Pedro Solbes (1942–2023)                 | Tweede- vicepremier                               | 17 april 2004    | 7 april 2009     | O          |
|                                | Elena Salgado                     | Elena Salgado (1949)                     | Tweede- vicepremier                               | 7 april 2009     | 11 juli 2011     | PSOE       |
|                                | Manuel Chaves González            | Manuel Chaves González (1945)            | Tweede- vicepremier                               | 11 juli 2011     | 21 december 2011 | PSOE       |
| Derde- vicepremier             | Manuel Chaves González            | Manuel Chaves González (1945)            | 7 april 2009                                      | 11 juli 2011     |                  | PSOE       |
|                                | María Teresa Fernández de la Vega | María Teresa Fernández de la Vega (1949) | Minister van het Presidentschap                   | 17 april 2004    | 20 oktober 2010  | O          |
|                                | Ramón Jáuregui                    | Ramón Jáuregui (1948)                    | Minister van het Presidentschap                   | 20 oktober 2010  | 21 december 2011 | PSOE       |
|                                | Alfredo Pérez Rubalcaba           | Alfredo Pérez Rubalcaba (1951–2019)      | Minister van Binnenlandse Zaken                   | 11 april 2006    | 11 juli 2011     | PSOE       |
|                                | Antonio Camacho Vizcaíno          | Antonio Camacho Vizcaíno (1964)          | Minister van Binnenlandse Zaken                   | 11 juli 2011     | 21 december 2011 | O          |
|                                | Miguel Ángel Moratinos            | Miguel Ángel Moratinos (1951)            | Minister van Buitenlandse Zaken                   | 17 april 2004    | 20 oktober 2010  | PSOE       |
|                                | Trinidad Jiménez                  | Trinidad Jiménez (1962)                  | Minister van Buitenlandse Zaken                   | 20 oktober 2010  | 21 december 2011 | PSOE       |
|                                | Pedro Solbes                      | Pedro Solbes (1942–2023)                 | Minister van Financiën                            | 17 april 2004    | 7 april 2009     | O          |
| Minister van Economische Zaken | Pedro Solbes                      | Pedro Solbes (1942–2023)                 |                                                   | 17 april 2004    | 7 april 2009     | O          |
|                                | Elena Salgado                     | Elena Salgado (1949)                     | Minister van Financiën                            | 7 april 2009     | 21 december 2011 | PSOE       |
| Minister van Economische Zaken | Elena Salgado                     | Elena Salgado (1949)                     |                                                   | 7 april 2009     | 21 december 2011 | PSOE       |
|                                | Mariano Fernández Bermejo         | Mariano Fernández Bermejo (1948)         | Minister van Justitie                             | 12 februari 2007 | 24 februari 2009 | O          |
|                                | Francisco Caamaño Domínguez       | Francisco Caamaño Domínguez (1963)       | Minister van Justitie                             | 24 februari 2009 | 21 december 2011 | PSOE       |
|                                | Miguel Sebastián Gascón           | Miguel Sebastián Gascón (1957)           | Minister van Industrie, Handel en Toerisme        | 14 april 2008    | 21 december 2011 | PSOE       |
|                                | Carme Chacón                      | Carme Chacón (1971–2017)                 | Minister van Defensie                             | 14 april 2008    | 21 december 2011 | PSOE (PSC) |
|                                | Bernat Soria                      | Bernat Soria (1951)                      | Minister van Volksgezondheid                      | 10 juli 2007     | 7 april 2009     | O          |
|                                | Trinidad Jiménez                  | Trinidad Jiménez (1962)                  | Minister van Volksgezondheid                      | 7 april 2009     | 20 oktober 2010  | PSOE       |
|                                | Leire Pajín                       | Leire Pajín (1976)                       | Minister van Volksgezondheid                      | 20 oktober 2010  | 21 december 2011 | PSOE       |
|                                | Celestino Corbacho                | Celestino Corbacho (1949)                | Minister van Arbeid en Sociale Zaken              | 14 april 2008    | 20 oktober 2010  | PSOE (PSC) |
|                                | Valeriano Gómez                   | Valeriano Gómez (1957)                   | Minister van Arbeid en Sociale Zaken              | 20 oktober 2010  | 21 december 2011 | PSOE       |
|                                | Mercedes Cabrera                  | Mercedes Cabrera (1951)                  | Minister van Onderwijs                            | 12 april 2006    | 7 april 2009     | PSOE       |
|                                | Ángel Gabilondo                   | Ángel Gabilondo (1949)                   | Minister van Onderwijs                            | 7 april 2009     | 21 december 2011 | O          |
|                                | Cristina Garmendia                | Cristina Garmendia (1962)                | Minister van Hoger Onderwijs en Wetenschap        | 14 april 2008    | 21 december 2011 | O          |
|                                | Magdalena Álvarez                 | Magdalena Álvarez (1952)                 | Minister van Infrastructuur                       | 17 april 2004    | 7 april 2009     | PSOE       |
|                                | José Blanco                       | José Blanco (1962)                       | Minister van Infrastructuur                       | 7 april 2009     | 21 december 2011 | PSOE       |
|                                | Elena Espinosa                    | Elena Espinosa (1960)                    | Minister van Landbouw                             | 17 april 2004    | 20 oktober 2010  | PSOE       |
| Minister van Milieu            | Elena Espinosa                    | Elena Espinosa (1960)                    | 14 april 2008                                     |                  | 20 oktober 2010  | PSOE       |
|                                | Rosa Aguilar                      | Rosa Aguilar (1957)                      | Minister van Landbouw                             | 20 oktober 2010  | 21 december 2011 | PSOE       |
| Minister van Milieu            | Rosa Aguilar                      | Rosa Aguilar (1957)                      |                                                   | 20 oktober 2010  | 21 december 2011 | PSOE       |
|                                | Elena Salgado                     | Elena Salgado (1949)                     | Minister van Regionale Zaken en Publieke Diensten | 10 juli 2007     | 7 april 2009     | PSOE       |
|                                | Manuel Chaves González            | Manuel Chaves González (1945)            | Minister van Regionale Zaken en Publieke Diensten | 7 april 2009     | 21 december 2011 | PSOE       |
|                                | César Antonio Molina              | César Antonio Molina (1952)              | Minister van Cultuur en Sport                     | 10 juli 2007     | 7 april 2009     | O          |
|                                | Ángeles González-Sinde            | Ángeles González- Sinde (1965)           | Minister van Cultuur en Sport                     | 7 april 2009     | 21 december 2011 | O          |
|                                | Beatriz Corredor                  | Beatriz Corredor (1968)                  | Minister van Huisvesting                          | 14 april 2008    | 20 oktober 2010  | PSOE       |
|                                | Bibiana Aído                      | Bibiana Aído (1977)                      | Minister voor Gelijkheid                          | 14 april 2008    | 20 oktober 2010  | PSOE       |
|                                | María Teresa Fernández de la Vega | María Teresa Fernández de la Vega (1949) | Regerings- woordvoerder                           | 17 april 2004    | 20 oktober 2010  | O          |
|                                | Alfredo Pérez Rubalcaba           | Alfredo Pérez Rubalcaba (1951–2019)      | Regerings- woordvoerder                           | 20 oktober 2010  | 11 juli 2011     | PSOE       |
|                                | José Blanco                       | José Blanco (1962)                       | Regerings- woordvoerder                           | 11 juli 2011     | 21 december 2011 | PSOE       |